# Eufranio Eriguel
Eufranio „Franny“ C. Eriguel (* 12. Juni 1959; † 12. Mai 2018 in Agoo) war ein philippinischer Politiker der Nationalist People’s Coalition (NPC), der zwischen 1998 und 2007 Bürgermeister von Agoo und von 2010 bis 2016 Mitglied des Repräsentantenhauses war.

## Leben

### Arzt und Bürgermeister von Agoo
Eriguel absolvierte nach dem Schulbesuch zunächst ein medizinisches Vorstudium (Pre-medical) an der University of Santo Tomas, das er 1979 mit einem Bachelor of Science (B.S. General/Pre-med) abschloss. Ein darauf folgendes Studium der Medizin an der University of Santo Tomas beendete er 1983 mit einem Doktor der Medizin (M.D.) und absolvierte im Anschluss ein einjähriges postgraduales Berufspraktikum an dem 1955 mit Unterstützung der US Veterans Administration gegründeten Veterans Memorial Medical Center (VMMC). Danach war er erst Militärarzt im Militärstandort Camp Dangwa in der Ilocos-Region sowie Arzt am Eastern Medical Hospital, ehe er zuletzt als Arzt bei der Nationalen Tourismusbehörde PTA (Philippine Tourism Authority) tätig war. Daneben engagierte er sich als Präsident der Titans Medical Foundation sowie als Mitglied der Philippine Academy of Family Physician.
Seine politische Laufbahn begann Eriguel, als am 1. Juli 1998 Bürgermeister von Agoo wurde und dieses Amt bis zum 30. Juni 2007 bekleidete. Während seiner Amtszeit wuchs die Einwohnerzahl von 51.923 (2000) auf 57.952 (2007). Da er 2007 nach neunjähriger Amtszeit die Höchstgrenze der konsekutiven Wählbarkeit erreicht hatte, konnte er nicht erneut für das Amt des Bürgermeisters von Agoo kandidieren. Stattdessen wurde er am 15. Mai 2008 Berater der Regierung der Provinz La Union für Kommunalangelegenheiten und übte dieses Amt bis zum 30. Juni 2010 aus.

### Mitglied des Repräsentantenhauses
Bei der Parlamentswahl vom 10. Mai 2010 wurde Eriguel als Kandidat der Nationalist People’s Coalition (NPC) im Wahlkreis erstmals zum Mitglied des Repräsentantenhauses gewählt und vertrat in diesem den La Union 2nd District. Bei dieser Wahl konnte er sich mit 121.236 Stimmen (64,61 Prozent) deutlich gegen den Kandidaten der Lakas-Demokratikong Kristiyano at Muslim (Lakas-Kampi), Tomas Dumpit, Jr., durchsetzen, auf den 63.622 Wählerstimmen (33,91 Prozent) entfielen.
Eriguel wurde bei der Parlamentswahl vom 13. Mai 2013 wiedergewählt. Dabei setzte er sich mit 145.322 Stimmen (79,2 Prozent) und einer Mehrheit von 118.285 Stimmen (64,47 Prozentpunkte) erneut deutlich gegen seinen Herausforderer Tomas Dumpit, Jr., durch, der diesmal für die National Unity Party (NUP) antrat und auf den 27.037 Wählerstimmen (14,74 Prozent) entfielen. In der von 2013 bis 2016 dauernden 16. Legislaturperiode war er Vorsitzender des Parlamentsausschusses für Gesundheit (Health Committee). Dieser ist zuständig für alle Angelegenheiten, die sich unmittelbar und grundsätzlich mit öffentlicher Gesundheit und Hygiene, Quarantäne, Krankenhäusern sowie anderen medizinischen Einrichtungen und Diensten beschäftigen.
Erigual wurde am 12. Mai 2018 bei einem Anschlag auf eine Wahlkampfveranstaltung in Agoo getötet.